# Ralph Ineson
Ralph Michael Ineson (Leeds, 15 dicembre 1969) è un attore britannico.

## Biografia
Laureato in studi teatrali all'Università di Lancaster. Ineson è noto soprattutto per aver interpretato il personaggio di Chris Finch nella serie televisiva su BBC The Office. Ha inoltre ricoperto il ruolo del Mangiamorte Amycus Carrow nella serie di film di Harry Potter tra il 2009 e il 2011. Nel 2012 ha interpretato Dagmer nella seconda stagione della serie televisiva su HBO Il Trono di Spade, mentre nel 2019 fa parte del cast di Chernobyl.
Nel maggio 2024 ha ottenuto il ruolo del villain Galactus nel film del Marvel Cinematic Universe I Fantastici Quattro - Gli inizi, previsto per il 25 luglio 2025.

## Filmografia

### Cinema
- Shopping, regia di Paul W. S. Anderson (1994)
- Il primo cavaliere (First Knight), regia di Jerry Zucker (1995)
- Big Fish (Shooting Fish), regia di Stefan Schwartz (1997)
- La vera storia di Jack lo squartatore - From Hell (From Hell), regia dei fratelli Hughes (2001)
- Shoot on Sight, regia di Jag Mundhra (2007)
- Cass, regia di Jon S. Baird (2008)
- Is Anybody There?, regia di John Crowley (2008)
- Il maledetto United (The Damned United), regia di Tom Hooper (2009)
- Harry Potter e il principe mezzosangue (Harry Potter and the Half-Blood Prince), regia di David Yates (2009)
- Sex & Drugs & Rock & Roll, regia di Matt Whitecross (2010)
- Robin Hood, regia di Ridley Scott (2010)
- Another Year, regia di Mike Leigh (2010)
- Harry Potter e i Doni della Morte - Parte 1 (Harry Potter and the Deathly Hallows: Part 1), regia di David Yates (2010)
- Harry Potter e i Doni della Morte - Parte 2 (Harry Potter and the Deathly Hallows: Part 2), regia di David Yates (2011)
- Intruders, regia di Juan Carlos Fresnadillo (2011)
- Il gigante egoista (The Selfish Giant), regia di Clio Barnard (2013)
- Guardiani della Galassia (Guardians of the Galaxy), regia di James Gunn (2014)
- Kingsman - Secret Service (Kingsman: The Secret Service), regia di Matthew Vaughn (2014)
- The Witch, regia di Robert Eggers (2015)
- Il libro della giungla (The Jungle Book), regia di Jon Favreau (2016) - voce
- Il cacciatore e la regina di ghiaccio (The Huntsman: Winter's War), regia di Cedric Nicolas-Troyan (2016)
- Star Wars: Gli ultimi Jedi (Star Wars: The Last Jedi), regia di Rian Johnson (2017)
- Ready Player One, regia di Steven Spielberg (2018)
- Hurricane - Allerta uragano (The Hurricane Heist), regia di Rob Cohen (2018)
- La ballata di Buster Scruggs (The Ballad of Buster Scruggs), regia di Joel ed Ethan Coen (2018)
- Dolittle, regia di Stephen Gaghan (2020)
- The Boy - La maledizione di Brahms (Brahms: The Boy II), regia di William Brent Bell (2020)
- Sir Gawain e il Cavaliere Verde (The Green Knight), regia di David Lowery (2021)
- Tutti parlano di Jamie (Everybody's Talking About Jamie), regia di Jonathan Butterell (2021)
- Ai confini del mondo - La vera storia di James Brooke (Edge of the World), regia di Michael Haussman (2021)
- Gunpowder Milkshake, regia di Navot Papushado (2021)
- Macbeth (The Tragedy of Macbeth), regia di Joel Coen (2021)
- The Northman, regia di Robert Eggers (2022)
- Catherine (Catherine Called Birdy), regia di Lena Dunham (2022)
- The Creator, regia di Gareth Edwards (2023)
- Il signore del disordine (Lord of Misrule), Regia di William Brent Bell (2023)
- To Catch a Killer - L'uomo che odiava tutti (To Catch a Killer), regia di Damián Szifrón (2023)
- Omen - L'origine del presagio (The First Omen), regia di Arkasha Stevenson (2024)
- Nosferatu, regia di Robert Eggers (2024)
- I Fantastici Quattro - Gli inizi (The Fantastic Four: First Steps), regia di Matt Shakman (2025)
- Frankenstein, regia di Guillermo del Toro (2025)

### Televisione
- Spender – serie TV, 1 episodio (1993)
- Metropolitan Police (The Bill) – serie TV, 8 episodi (1993-2009)
- The Cinder Path – miniserie TV, 3 episodi (1994)
- Goodnight Sweetheart – serie TV, 1 episodio (1996)
- Bugs - Le spie senza volto (Bugs) – serie TV, 1 episodio (1996)
- Kavanagh QC – serie TV, 1 episodio (1997)
- Playing the Field – serie TV, 15 episodi (1998-2002)
- The Office – serie TV, 7 episodi (2001-2003)
- Holby City – serie TV, 1 episodio (2002)
- Coronation Street – serie TV, 9 episodi (2005)
- The Virgin Queen – miniserie TV, 2 episodi (2006)
- Dalziel and Pascoe – serie TV, 2 episodi (2006)
- Suburban Shootout – serie TV, 11 episodi (2006-2007)
- Waking the Dead – serie TV, 2 episodi (2008)
- Waterloo Road – serie TV, 6 episodi (2009-2010)
- Merlin – serie TV, 1 episodio (2010)
- IT Crowd (The IT Crowd) - serie TV, 1 episodio (2010)
- Case Sensitive – serie TV, 4 episodi (2011-2012)
- Titanic – miniserie TV, 4 episodi (2012)
- Il Trono di Spade (Game of Thrones) – serie TV, stagione 2, 5 episodi (2012)
- Secret State – miniserie TV, 4 episodi (2012)
- New Worlds – serie TV, 2 episodi (2014)
- Bluestone 42 – serie TV, 1 episodio (2015)
- The Interceptor – serie TV, 1 episodio (2015)
- Absentia – serie TV (2017)
- Chernobyl – serie TV (2019)
- Dark Crystal - La resistenza (The Dark Crystal: Age of Resistance) - serie TV, 10 episodi (2019)
- The Capture – serie TV, 4 episodi (2019)
- Ludwig – serie TV, 4 episodi (2024)

### Doppiaggio
- Assassin's Creed IV: Black Flag - videogioco (2013)
- L'esorcista del papa (The Pope's Exorcist) - film (2023)
- Final Fantasy XVI - videogioco (2023)

## Doppiatori italiani
Nelle versioni in italiano delle opere in cui ha recitato, Ralph Ineson è stato doppiato da:
- Paolo Marchese in The Witch, Peaky Blinders, Chernobyl, The Boy - La maledizione di Brahms, Nosferatu
- Alberto Angrisano ne Il Trono di Spade, The Creator, Omen - L'origine del presagio
- Claudio Moneta in Hurricane - Allerta uragano, Sir Gawain e il Cavaliere Verde
- Massimo Corvo ne Il signore del disordine, I Fantastici Quattro - Gli inizi
- Massimo De Ambrosis in Il primo cavaliere
- Sergio Lucchetti in The Office
- Mauro Magliozzi in Intruders
- Roberto Certomà in Star Wars: Gli ultimi Jedi
- Edoardo Siravo in Absentia
- Dario Oppido in Ready Player One
- Roberto Draghetti in La ballata di Buster Scruggs
- Simone Mori in Macbeth
- Donato Sbodio in Ai confini del mondo - La vera storia di James Brooke
- Luca Graziani in To Catch a Killer - L'uomo che odiava tutti

Da doppiatore è sostituito da:
- Alberto Angrisano ne L'esorcista del papa, Final Fantasy XVI
- Stefano Benassi ne Il libro della giungla